# Santa Ynez River
Der Santa Ynez River ist ein Fluss im US-Bundesstaat Kalifornien. Er ist 148 Kilometer (92 Meilen) lang und damit einer der längsten in Kalifornien. Er fließt von Osten nach Westen durch das Santa Ynez Valley und mündet später in den Pazifischen Ozean nahe der Stadt Lompoc.
Der Fluss bildet des Ende des Nordhangs der Santa Ynez Mountains und des Südhangs der San Rafael Mountains. Sein Einzugsgebiet umfasst eine Fläche von 2.320 Quadratkilometern. Die Menge an Wasser, die der Santa Ynez River führt, ist im Kontext der Jahreszeiten starken Schwankungen unterworfen: Während er im Sommer häufig sogar fast austrocknet, kann er in den niederschlagsreicheren Wintermonaten zu einem reißenden Strom werden. In seinem Verlauf wird der Fluss mehrmals gestaut, wodurch mehrere Stauseen zum Zwecke der Wasser- und Stromgewinnung entstanden sind.
Abgesehen von kleineren Booten ist der Fluss nicht schiffbar.

## Verlauf

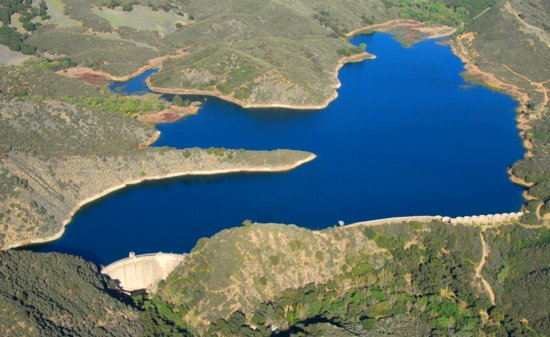
Westliches Ende des Jameson Lake

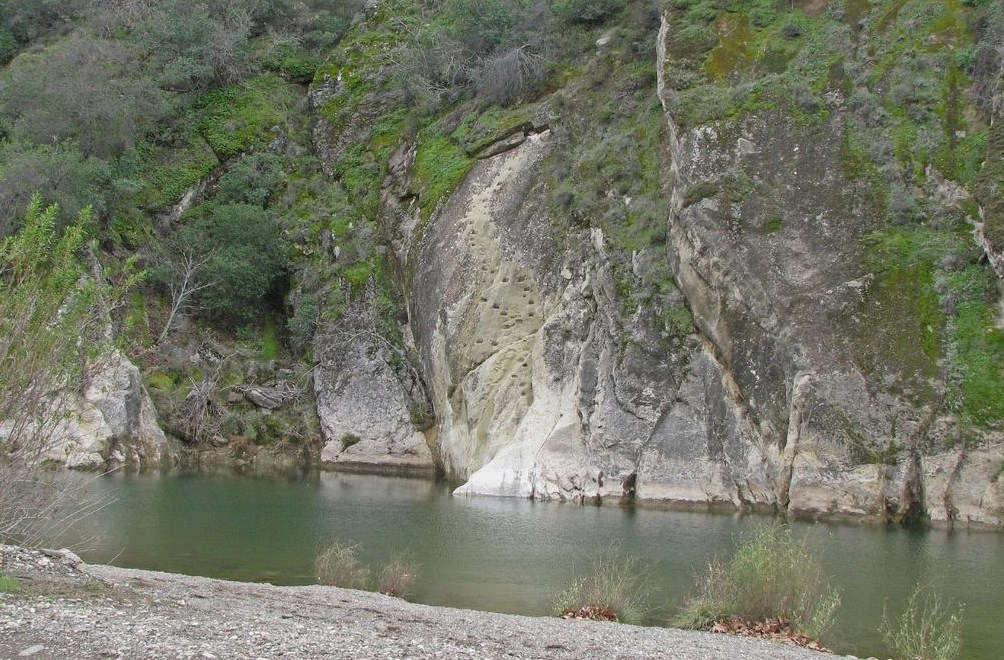
Ufer des Flusses in den Santa Ynez Mountains

Das Santa Ynez Fluss entspringt im Los Padres National Forest, am Nordhang der Santa Ynez Mountains im Ventura County. Der Fluss fließt gen Westen, wo verschiedene kleinere Nebenflüsse und Gebirgsbäche in ihn münden. Nach dem Durchströmen der Billiard Flats tritt der Fluss in den Jameson Lake, einen Stausee, ein. Unterhalb der Staumauer mündet der Alder Creek aus südlicher Richtung in den Santa Ynez River.
Auf seinem weiteren Weg nach Westen wird der Fluss von mehreren Campingplätzen und Schluchten, einschließlich des Blue Canyon umgeben. Da der Fluss auch Ziel von Touristen ist, sind neben Campingplätzen weitere Einrichtungen für den Fremdenverkehr angesiedelt. Im weiteren Verlauf wird der Santa Ynez mit dem Gibraltar Reservoir erneut gestaut.
Der Lake Cachuma, der größte Stausee im Verlauf des Flusses, ist etwa acht Kilometer lang. Unterhalb dieses Staudamms münden weitere Nebenflüsse in den Strom, einschließlich des Santa Cruz Creek und des Cachuma Creek aus dem Norden sowie eine Reihe von kleineren Bächen aus dem Süden. Das Seegebiet wird als Lake Cachuma Recreation Area bezeichnet und steht unter besonderem Naturschutz. Der Cachuma County Park, in der Nähe von Tequepis Point, bietet für die Öffentlichkeit direkten Zugang zum See der auch touristisch genutzt wird.
Unterhalb des Lake Cachuma setzt der Santa Ynez River seinen Kurs in Richtung Westen fort. Ein paar Meilen westlich von Lompoc erreicht der Santa Ynes River den Pazifischen Ozean. Das Mündungsgebiet hat ebenfalls eine hohe Anziehung auf Touristen und ist auch bei Surfern überaus beliebt.